# Miklusėnai
Miklusėnai è un centro abitato situato nel comune distrettuale di Alytus, nella Lituania meridionale. È il capoluogo del distretto di Alytus. Il centro è stato per la prima volta menzionato in un documento risalente al 1744.